# 奧西奧拉 (印第安納州)
奧西奧拉（英語：Osceola）是一個位於美國印地安納州聖約瑟夫縣的城鎮。

## 人口
根據2010年美國人口普查的數據，奧西奧拉的面積為3.53平方千米，當中陸地面積為3.52平方千米，而水域面積為0.01平方千米。當地共有人口1896人，而人口密度為每平方千米537人。